# 咸安郡 (韓國)
咸安郡（：／ Haman gun */?），是大韓民國慶尚南道中部的一個郡，西界南江，北臨洛東江，兩河在郡北方匯流。面積416.80平方公里，2007年人口66,609人。下為伽耶邑及九面。

## 歷史
早年是伽耶聯盟中的阿羅伽倻，後被納入新羅版圖。757年起稱咸安至今。